# بازگشت به مزرعه
بازگشت به مزرعه (انگلیسی: Back to the Farm) یک فیلم صامت کوتاه کمدی است که در سال ۱۹۱۴ منتشر شد. از بازیگران این فیلم می‌توان به برت تریسی و اولیور هاردی اشاره کرد.